# جوئل توبک
جوئل توبک (انگلیسی: Joel Tobeck؛ زادهٔ ۲ ژوئن ۱۹۷۱) بازیگر اهل نیوزیلند است.
از فیلم‌ها یا برنامه‌های تلویزیونی که وی در آن نقش داشته است، می‌توان به ارباب حلقه‌ها: بازگشت پادشاه، ۳۰ روز شب، غریبه‌های تمام‌عیار، هاوایی فایو-زیرو، زینا: شاهدخت جنگجو، بدون هیچ ردی، نهان، عقاب در برابر کوسه، اسب آبی: حماسه اعماق، ماهی کوچک، زیبای خفته، سکوت، گوست رایدر، فرزندان آشوب، اسپارتاکوس: جنگ نفرین‌شدگان، دایره جنایی، اسرار دکتر بلیک، پرفروغ‌ها و موتورهای مرگبار اشاره کرد.